# Cnaphalocrocis hampsoni
Cnaphalocrocis hampsoni là một loài bướm đêm trong họ Crambidae.